# Sanson (Neuseeland)
Sanson ist ein Dorf im Manawatu District der Region Manawatū-Whanganui auf der Nordinsel von Neuseeland.

## Namensherkunft
Das Dorf wurde nach Henry Sanson, einem Sekretär der Hutt Small Farms Accociation benannt.

## Geographie
Das Dorf befindet sich rund 12 km westlich von Feilding und 22 km nordwestlich von Palmerston North in der weiten Ebene des Rangitīkei River und seiner Zuflüsse. In dem Dorf treffen der von Südwesten kommende New Zealand State Highway 1 und der von Südosten kommende New Zealand State Highway 3 aufeinander, verbinden das Dorf mit Foxton, rund 30 km südsüdwestlich und Palmerston North im Südosten auf der einen Seite und mit dem 6 km entfernt liegenden Bulls auf der westlichen Seite des Dorfes. Die beiden State Highways verlaufen zwischen Sanson und Bulls auf derselben Strecke.

## Geschichte
1871 erwarb Henry Sanson rund 2000 Hektar Land, das von dem heutigen Sanson nach Süden reichte. Sanson parzellierte das Land und verkaufte es an europäische Siedler.
Von 1883 bis 1945 hatte das Dorf mit der Sanson Tramway über Himatangi einen Anschluss an die Eisenbahnstrecke des Foxton Branch.

## Bevölkerung
Zum Zensus des Jahres 2013 zählte das Dorf 537 Einwohner, 9,1 % mehr als zur Volkszählung im Jahr 2006.

## Wirtschaft
Das Dorf lebt bevorzugt von der Farmwirtschaft. In dem Dorf befinden sich einige Geschäfte mit Kunsthandwerken und antiken Gegenständen.

## Bildungswesen
Die Siedlung verfügt mit der Sanson School über eine Grundschule mit den Jahrgangsstufen 1 bis 8. Im Jahr 2015 besuchten 30 Schüler die Schule. Vor dem Eingang zur Schule befindet sich das Sanson war memorial gate, das am 31. August 1924 eingeweiht wurde und an die Gefallenen des Ersten Weltkrieges des Dorfes erinnert.